# Pelplin Stift
Pelplin Stift er et af Polens 41  stifter, der er underlagt Gdansk ærkebispedømme og har sit bispesæde i Pelplin.

## Historie
Stiftet blev grundlagt som Kulm Stift (tysk: Bistum Kulm, latin: Dioecesis Culmensis, polsk: Diecezja chełmińska) i 1243, de øvrige tre stifter i Preussen var Pomesania, Ermland og Samland Stift, der udgjorde den østlige del af det senere Vestpreussen. Stiftet var et af ni bispedømmer i Den Tyske Ordensstat, der også var verdslig hersker i to tredjedele af stiftet. Resten regeredes af biskoppen af Kulm som Fyrstbiskop. I 1255 blev de preussiske stift en del af Riga kirkeprovins. Stiftets navn var oprindeligt Kulmsee opkaldt efter byen Kulm (polsk: Chełmża) opkaldt efter den gammelprøyssiske stamme chelmo, som den Tyske Orden havde besejret. Mellem 1257 og 1773 residerede biskoppen på slottet i Lubawa i det nuværende voivodskab Ermland-Masurien.
Efter den tyske ordens nederlag i trettenårskrigen blev stiftet afstået til Polen ved den anden fred i Thorn (1466) og samtidigt løst fra Metropoliten i Riga og føjet til kirkeprovinsen Gniezno i voivodskabet Storpolen. Stiftet blev derfor ikke reformeret, da den tyske ordensstat blev opløst og sekulariseret i 1525.
1824 flyttede biskoppen til Pelplin i voivodskabet Pommern. Navneændring til Pelplin Stift blev dog først gennemført i 1992. I mellemtiden blev stiftet frigjort fra Gniezo ærkebispedømme og lagt under Gdańsk kirkeprovins.
53°55′34″N 18°42′04″Ø / 53.9261°N 18.7011°Ø